# Misstankegrad
Misstankegrad är ett begrepp inom juridiken som styr vilka tvångsmedel som polis och åklagare får använda mot en person vid brottsmisstanke.

## I Sverige

### Misstankegrad
I Sverige finns fyra grader av misstanke:
1. Kan misstänkas. Detta är den lägsta graden av misstanke.  Den som kan misstänkas för brott kan låsas in (tas i förvar) under den tid han är skyldig att stanna kvar för förhör, detta enligt regler i rättegångsbalken. Inga ytterligare tvångsmedel, såsom husrannsakan eller kroppsbesiktning, kan användas mot den misstänkte.
Exempel: En plånbok har försvunnit från ett klassrum där flera personer finns på plats. Samtliga kan ha haft något med det hela att göra, men det finns inget som pekar mot någon speciell, varför ingen tvångsåtgärd kan utföras.
2. Skäligen misstänkt. Konkreta, objektivt underbyggda omständigheter föreligger som med viss styrka talar för att en viss person har begått den gärning som misstanken avser. På denna misstankegrad kan till exempel husrannsakan utföras.
Exempel: Ett vittne har sett hur en person stod vid den plats där plånboken låg.
3. På sannolika skäl misstänkt. Misstanken framstår vid en objektiv bedömning som berättigad. Det krävs något som ytterligare binder personen till brottet, exempelvis ett vittne eller teknisk bevisning.
Exempel: Ett vittne har sett att en person har plockat på sig plånboken.
4. Tillräckliga skäl för åtal. Åklagaren kan på objektiva grunder förvänta sig en fällande dom, det vill säga att rätten kommer att finna att det är ställt utom rimligt tvivel att den tilltalade gjort sig skyldig till vad åklagaren har lagt vederbörande till last.
Exempel: Förövaren ertappades på bar gärning med att stjäla plånboken.

För att bevis som pekar mot den misstänkta ska vara användbara får det inte finnas någon rimlig alternativ förklaring.
Exempel: Personen som tagit upp plånboken hade den i handen och var på väg i riktning mot lärarrummet när denne stoppades.

### Förvaring
Den som kan misstänkas för brottet får tas i förvar under den tid han är skyldig att stanna kvar, om det är nödvändigt med hänsyn till ändamålet med ingripandet, ordning eller säkerhet. Lag (1998:24).

### Skälig misstanke
Begreppet skälig misstanke är centralt i brottsutredningar då majoriteten av tvångsmedlen och majoriteten av den misstänktes rättigheter är knutna till det. Trots detta hade begreppet före 2016 inte utförligt utforskats och det lämnade utrymme för godtyckliga bedömningar.
För att skälig misstanke ska anses vara uppnått krävs:
- Sannolikhetsövervikt: Det är mer troligt att den misstänkte är skyldig än oskyldig. Gärningshypotesen är mer trolig än alla andra möjliga hypoteser tillsammans.
- Individualiserade bevis: Enbart grupptillhörighet är inte tillräckligt.
- Robusta bevis: Det ska finnas goda grunder för slutsatsen. Det är främst en fråga om hur noggrant situationen har utretts och om mängden bevis. Detta krav är initialt lågt och ökar sedan under förundersökningens gång.